# Vsftpd
vsftpd (o very secure FTP daemon) è un server FTP per Linux e, in generale, per sistemi Unix-like rilasciato sotto la licenza GNU General Public License
È proposto quale server FTP predefinito da numerose distribuzioni Linux tra cui Ubuntu, CentOS, Fedora, NimbleX, Slackware e RHEL. Supporta IPv6, TLS e FTPS (esplicito a partire dalla versione 2.0.0 e implicito dalla versione 2.1.0).

## La compromissione del sito web
Nel luglio 2011,venne scoperto che la versione 2.3.4 di vsftpd scaricabile dal sito master era stata compromessa. Gli utenti che accedevano a un server vsftpd-2.3.4 compromesso potevano ottenere una shell di comando sulla porta 6200 semplicemente inserendo una faccina sorridente ":)" come nome utente.
Non si è trattato di una falla di sicurezza in vsftpd ma dell'opera di un aggressore sconosciuto che aveva caricato sui server una versione modificata di vsftpd contenente una backdoor.
Dopo questo evento, il sito ufficiale è stato spostato su Google App Engine.